# Ahal (província)
La província d'Ahal (turcman: Ahal welaýaty, rus: Ахал велаяты) és una de les províncies (Welayatlar) del Turkmenistan. Està localitzada al sud del país, fent frontera amb l'Iran i l'Afganistan. La seva capital és Annau. Té una població de 722.800 habitants i ocupa una superfície de 95.006 km².